# Кристиан II
Кристиан II е крал на Дания (1513 – 1523), Норвегия (1513 – 1523) и Швеция (1520 – 1523) г. Също херцог на Шлезвиг и Холщайн.

## Произход
Роден е на 1 юли 1481 година в Дания. Той е син на крал Йохан Датски и Кристина Саксонска. Брат е на Елизабет Датска (1485–1555).

## Управление
Искайки да запази Калмарската уния, Кристиан II влиза в конфликт с Швеция, която се опитва да отстоява своята независимост, и този конфликт продължава от 1513 до 1520 г., когато той все пак завладява страната с помощта на многобройна армия от френски, германски и швейцарски наемници. На 1 ноември 1520 г. шведски представители са принудени да се закълнат в лоялност на краля като наследствен монарх на Швеция, въпреки че законите на страната предвиждат монарха да бъде избиран на избори. Това не попречва на Кристиан II само няколко дни по-късно, на 7 – 9 ноември, да извърши жестоки репресии – Стокхолмската кървава баня, в която са екзекутирани много шведски благородници. Тези кръвопролития му спечелват прякора „Кристиан Тиранина“, както той и до днес е наричан в Швеция.
Още през август на следващата година обаче бунтът в Швеция се подновява начело с Густав Васа, а Дания и Норвегия са обложени с нови тежки данъци, за да се финансира армия, която да се разправи окончателно с Швеция. В резултат цял Ютланд се вдига срещу Кристиан II и на 20 януари 1523 г. датчаните предлагат трона на Фредерик I, който поема властта също и в Норвегия, а Швеция скъсва с Калмарската уния и избира за крал Густав Васа.

## Следващи години
Кристиан II заминава да търси подкрепа в чужбина. Осем години по-късно, на 24 октомври 1531 г., прави опит да си върне кралствата и да наложи сина си за наследник на трона на Норвегия, но силна буря унищожава флотата му недалеч от норвежкия бряг. С малочислени сили той слиза на брега, разчитайки да действа с помощта на някои епископи, но скоро се убеждава, че не разполага с необходимите сили да направи нещо съществено затова встъпва в преговори с Фредерик I и за целта се връща в Дания, разчитайки на обещанието, че му е гарантирано свободно движение. В Дания обаче е измамен и заловен (на 1 юли 1532 г.). Синът му е отведен в двора на Карл V, където скоро след това умира на 14-годишна възраст. Самият Кристиан II е заточен в замъка в Сондерборг при най-строг режим, чак през 1549 г. е преместен в замъка Калунборг, където живее до последните си дни при малко по-добри условия.
Умира на 25 януари 1559 г. на 77-годишна възраст.

## Семейство
На 12 август 1515 г. Кристиан II се жени за Изабела Хабсбург, от която има шест деца. Оживяват от тях само две дъщери:
- Кристиан (1516 – 1516);
- Ханс (1518 – 1532), готвен от баща си за наследник на норвежкия трон, умира в изгнание на 14-годишна възраст;
- Максимилиан (1519 – 1519);
- Филип (1519 – 1520);
- Доротея Датска (1520 – 1580), омъжена за Фридрих II (Пфалц), бракът им е бездетен;
- Кристина Датска (1521 – 1590), първи брак с Франческо II Сфорца, херцог на Милано; втори брак с Франц II, херцог на Лотарингия.